# رخامة الصوت
رخامة الصوت تعني أن الصوت مطربٌ أو أن الأصوات المتتالية في الكلمة أو العبارة حسنة الوقع في السمع لحُسن ائتلافها. مثال ذلك لفظ المُزنة أو الديمة للسحابة الممطرة بدلًا من البُعاق التي بمعناها.

## انظر ايضًا
- تنافر الأصوات